# C. i kr. mornarička sekcija
C. i kr. mornarička sekcija (njem. k.u.k. Marinesektion) bila je jedan od odsjeka Ministarstva rata Austro-Ugarske s odgovornošću promicanja interesa C. i kr. ratne mornarice. Sastojala se od upravnog ogranka u Beču, podređenog zapovjedništva flote u Puli, najvećoj ratnoj luci tj. glavnom uporištu flote mornarice, te ostalih služba u zemlji i inozemstvu.
Planovima mornarice za osnutak zasebnog Ministarstva mornarice glavna prepreka bila je Austro-ugarska nagodba iz 1867. koja je predviđala samo tri zajednička ministarstva odgovorna za cijelu Dvojnu Monarhiju. Ugarski političari nisu željeli četvrto zajedničko ministarstvo. Mornaričkim poslovima stoga se trebalo upravljati u več postojećem Ministarstvu rata, pa su oni uglavnom bili koncentrirani unutar Mornaričke sekcije. (Sekcija je i danas u Austriji uobičajen termin za organizacijske jedinice u ministarstvu koje su izravno podložne ministru.)

## Načelnici Mornaričke sekcije i mornarički zapovjednici
Obje funkcije bile su do 8. veljače 1917. godine u personalnoj uniji. Pred austrijskom i ugarskom delegacijom (odnosno pojedinim parlamentima) u odvojenim sjednicama za izradu proračuna za C. i kr. mornaricu načelnik sekcije imao je pravo na odlučivanje, izravno obraćanje te odgovaranje na upite delegiranih, kao da je ministar.
- Ludwig von Fautz, viceadmiral, 1865 - 1868
- Wilhelm von Tegetthoff, viceadmiral, 25. veljače 1868. – †7. travnja 1871.
- Friedrich von Pöck, viceadmiral, 26. travnja 1871. – 20. studenoga 1883.
- Maximilian von Sterneck, admiral, 20. studenoga 1883. – 5. prosinca 1897.
- Hermann von Spaun, admiral, 5. prosinca 1897. – 1. studenoga 1904.
- Rudolf von Montecuccoli, 1. studenoga 1904. – 24. veljače 1913.
- Anton Haus, admiral, 24. veljače 1913. – †8. veljače 1917.
- načelnik sekcije: Karl Kailer von Kaltenfels, viceadmiral, 8. veljače – †28. travnja 1917.
- zapovjednik mornarice: Maximilian Njegovan, admiral, 8. veljače 1917 – 1. ožujka 1918., načelnik sekcije 28. travnja 1917. – 1. ožujka 1918.[2]
- načelnik sekcije: Franz von Holub, viceadmiral, 1. ožujka – 11. studenoga 1918.
- zapovjednik mornarice: Miklós Horthy, admiral, 1. ožujka – 31. listopada 1918.

## Zgrada
Mornarička sekcija nalazila se u jednoj uglovnici s dvama ulazima u 3. bečkom općinskom okrugu Landstraßeu u Vordere Zollamtstraße 9 tj. Marxergasse 2.
Zgrada je podignuta 1908. prema planovima arhitekta Theodora Bacha i mornaričkog nadinženjera Camilla Flata. U visini prvoga kata na fasadi se nalaze emajlirani grbovi 16 jadranskih luka Monarhije. Nakon 1925. zgrada je udomljavala generalnu direkciju Austrijskih saveznih šuma koja se u međuvremenu preselila u Purkersdorf. Danas se u zgradu nalazi Savezni institut za agrarnu ekonomiju. Na njezinu izvornu funkciju podsjeća samo ploča na ulazu.
Sljedeći strukturni podatci odnose se na stanje u ljeto 1914. upravo prije početka Prvog svjetskog rata.

## Službe i zapovjedništva u Beču

### Ministarstvo rata, Mornarička sekcija
(Beč III. okrug, Marxergasse 2)
zapovjednik mornarice i načelnik Mornaričke sekcije Ministarstva rata
- admiral Anton Haus

ordonans: upražnjeno

zamjenik zapovjednika mornarice
- kontraadmiral Karl Kailer von Kaltenfels

ađutant: poručnik bojnoga broda Franz Hild von Galanta
pridruženi zastavni časnik
- kontraadmiral Franz Ritter von Keil

osobni ađutant: poručnik bojnoga broda Alfred Liebler von Asselt
- ured prezidija

predstojnik: kapetan bojnoga broda Viktor Wickerhauser
osobni podatci svih aktivnih zastavnih i stožernih časnika, redovi i počasti, poslovi trgovinske politike, mornarički atašei, vojna služba i disciplina općenito, pravila i instrukcije, uvježbavanje časnika i ljudstva, aktivni i neaktivni brodovi, sistematizacija stanja ljudstva, mornaričke škole, hidrografske prirode, uvjeti statuta i organskih propisa, odnosi s javnošću
- operativni ured

predstojnik: kapetan bojnoga broda Alfred Cicoli
mobilizacija, operacije flote, program uvođenja u službu, instrukcije za zapovjednike na moru, vježbe eskadre, pomorska taktika, signalizacija, telegrafija, opremanje flote, opisivanje obale, evidencija flote, arhiv, povijest
- I. poslovna skupina

predstojnik: kapetan bojnoga broda Ottokar Schubert
1. odjel

predstojnik: kapetan fregate Benno von Millenkovich
Osobni podatci svih ostalih popisanih osoba (s izuzetkom zastavnih i stožernih časnika te stožernih nadčasnika), evidencija osoblja, evidencija stanja, redakcija rangovnih i organizacijskih popisa te osobnih službenih listova, uniformiranje
2. odjel
predstojnik i istodobno ravnatelj ureda: kapetan korvete Moritz Bauer
dopuna ljudstva i osobnih podataka, stipendije za sinove mornaričkih članova o stanju ljudstva
3. odjel
predstojnik: mornarički nadkomesar 1. klase Franz Lovisoni
- II. poslovna skupina

predstojnik: kapetan bojnoga broda Franz Teichgräber
4. odjel
predstojnik: kapetan bojnoga broda Franz Lauffer
5. odjel
predstojnik: građevinski nadinženjer 1. klase Alfred Januš
6. odjel
predstojnik: mornarički nadkomesar 1. klase Karl Paur
- 7. odjel

predstojnik: generalni auditor Leopold Veigl
- VIII. odjel

predstojnik: mornarički generalni povjerenik Wenzel Jiřik
- IX. odjel

predstojnik: mornarički generalni stožerni liječnik Dr. Martin Wolf
mornarička sanitetska služba, sanitetska izvješća

### Služba kontrole materijala u Beču
- predstojnik:

kontraadmiral Erwin Raisp Edler von Caliga
mornarički nadkomesar 1. klase Emil Baader

### Mornarički centralni arhiv u Beču
- predstojnik:

kapetan bojnoga broda Gustav Dassenbacher

## Službe i zapovjedništva u Puli

### Lučki admiralat u Puli
lučki admiral i zapovjednik ratne luke:
- viceadmiral Eugen Ritter von Chmelarž

adlatus lučkog admirala: kontraadmiral Gottfried Freiherr von Meyer-Hohenberg
osobni ađutant lučkog admirala: poručnik fregate Heinrich Fontaine von Felsenbrunn
Vojni odjel
predstojnik: kapetan bojnoga broda Dragutin von Prica
Mobilizacijski odjel
predstojnik: kapetan korvete Wenzel Milfait
Telegrafski biro
predstojnik: kapetan korvete Alfred Wilhelm
Sanitetski odjel
predstojnik: mornarički nadstožerni liječnik 1. klase dr. Jarolav Okunieski
Ekonomsko-administrativni odjel
predstojnik: mornarički nadkomesar 1. klase Karl Graf
Pravni referent i vojni odvjetnik: nadporučnik-auditor Maximilian Neumayer
Mornarička blagajna
blagajnik: mornarički nadkomesar 3. klase Julius Sigharter
Mornarski zbor u Puli
- zapovjednik: kapetan bojnoga broda Kamillo Teuschl
- zapovjednik I. Mornarskog depoa: kapetan fregate Franz Budik
- zapovjednik II. Mornarskog depoa: kapetan fregate August Brühl
- zapovjednik III. Mornarskog depoa: kapetan korvete Karl Stahlberger
- zapovjednik Mornarskog detašmana u Trstu: poručnik bojnoga broda Max Honsell

Strojarska škola u Puli
- zapovjednik: kapetan bojnoga broda Alois Schusterschitz

Mornarička pučka i građanska škola za dječake u Puli
- direktor: Alois Kofjatsch

Mornarička pučka i građanska škola za djevojke u Puli
- direktor: Wenzel Fucke

Hidrografski zavod u Puli
- direktor: kapetan bojnoga broda Wilhelm von Kesslitz

predstojnik zvjezdarnice: kapetan fregate Cäsar Arbesser von Rastburg
predstojnik geofizičke službe: kapetan korvete Theodor Haas von Kattenburg
predstojnik spremišta instrumenata: kapetan korvete Emil Müller
predstojnik spremišta pomorskih karata: kapetan bojnoga broda Hugo Kuschel
Mornarička bolnica u Puli
- zapovjednik: mornarički nadstožerni liječnik 1. klase dr. Georg Kugler
- zapovjednik sanitetske službe: poručnik bojnoga broda Karl Jirku

Mornarička provijantna služba u Puli
- predstojnik: kapetan bojnoga broda Johann Freiherr von Hauser

Mornarička odjevna služba u Puli
- ravnatelj: Fregattenkapitän Fidelis Zeschko

Mornarički pritvor u Puli
- zapovjednik: kapetan korvete Karl Trevani

### Zapovjedništvo pomorskog arsenala u Puli
- zapovjednik arsenala: viceadmiral Paul Fiedler
- zamjenik zapovjednika arsenala: kontraadmiral Alexander Hansa

ađutant: poručnik bojnoga broda Heinrich Freiherr von Levetzow
- upravni direktor: mornarički nadkomesar 1. klase Franz Roland
- direkcija oružarnice: kapetan fregate Josef Debellich
- lučki depo: poručnik bojnoga broda Johann Paulin
- direkcija torpiljarki: kapetan fregate Theodor Edler von Gottstein
- takelažna direkcija: kapetan fregate Alexander Dragojlov
- arsenalska komisija: predsjednik kapetan korvete Gustav Schwarz
- brodograđevna direkcija: brodograđevni nadinženjer 1. klase Theodor Novotny
- strojograđevna direkcija: strojograđevni nadinženjer 1. klase Hugo Herrmann
- topnička direkcija: topnički nadinženjer 1. klase Hugo Fiebinger
- kemijski laboratorij: mornarički nadkemičar 2. klase dr. (phil.) Franz Aigner
- mornarički municijski etablisman: kapetan bojnoga broda Otto Balzar
- glavni magazin: mornarički nadkomesar 3. klase Viktor Lehner
- šegrtska i radnička škola: brodograđevni inženjer 1. klase Rudolf Hermann

### Mornarička građevinska služba u Puli
- direktor: general-bojnik Franz Stejnar

### Mornaričko-tehničko komitet u Puli
- predsjednik: viceadmiral Maximilian Njegovan
- zamjenik: kontraadmiral Napoleon Louis Edler von Wawel
- 1. odjel

predstojnik: najviši strojograđevni inženjer Franz Pitzinger
- 2. odjel

predstojnik: najviši strojograđevni inženjer Anton Tonsa
- 3. odjel skupine A

predstojnik: kapetan bojnoga broda Ludwig von Camerloher
- 3. odjel skupine B

predstojnik: najviši mornarički topnički inženjer Eduard Seidler
- 4.odjel

predstojnik: kapetan korvete Karl Hirsch
5. odjel
predstojnik: kapetan fregate Artur Primavesi
- 6. odjel

predstojnik: najviši elektroinženjer Moritz Rammetsteiner
- 7. odjel

predstojnik: kapetan fregate Otto Herrmann
- 8. odjel:

kapetan korvete Karl Reichenbach

### Mornarički evidencijski biro u Puli
- predstojnik: kapetan bojnoga broda Peter Ritter Gisbeck von Gleichenheim

### Mornaričkotehnička kontrolna komisija u Puli
- predsjednik: kapetan bojnoga broda Emil Conte Smecchia

### Mornarički superiorat
- mornarički superior: Anton Jackl

## Ostale službe u zemlji

### Zapovjedništvo pomorskog okruga uTrstu
- zapovjednik: kontraadmiral Alfred Freiherr von Koudelka

osobni ađutant: poručnik fregate Robert Fischer
Vojni odjel
predstojnik: kapetan fregate Heinrich Freiherr Pergler von Perglas
Tehnički odjel
predstojnik: kapetan fregate Egon Graf Mels-Colloredo
Računovodstveni odjel
predstojnik: mornarički nadkomesar 2. klase Albrecht Paugger

### Pomorska transportna uprava u Trstu
- predstojnik: kapetan fregate Otto Brosch

### Mornarička akademija uRijeci
- zapovjednik: kontraadmiral Richard Ritter von Barry
- zamjenik: kapetan fregate Wilhelm Buchmayer

ađutant: poručnik bojnoga broda Maximus Wöss

### Zapovjedništvo pomorskog okruga uŠibeniku
- zapovjednik: kontraadmiral Hugo Zaccaria

osobni ađutant: upražnjeno
Vojni odjel
predstojnik: kapetan korvete Hermann Jobst
Pravni odjel
načelnik-auditor Josef Kahler
Sanitetski odjel
mornarički stožerni liječnik dr. Franz Hauck
Ekonomsko-administrativni odjel
predstojnik: mornarički nadkomesar 2. klase Robert Fiedler

### Mornarički detašman uBudimpešti
- zapovjednik: poručnik bojnoga broda dr. jur. Tibor Ronay de Osgyán

### Zapovjedništvo obrambenog okruga uHerceg Novom
- zapovjednik: kapetan bojnoga broda Egon Klein

### Zapovjedništva regrutacijskog okruga ratne mornarice
- Trst: kapetan korvete Maximilian Schmidt
- Šibenik: kapetan korvete Stephan Schanzer
- Rijeka: kapetan korvete Hugo Descovich

### Mjesna zapovjedništva
- Šibenik: vakantno
- Split: poručnik bojnoga broda Georg Demeter

## Službe u inozemstvu

### Mornarički detašman uPekingu
- zapovjednik: poručnik bojnoga broda Hermann Topil

### Mornarički detašman uTientsinu
- zapovjednik: poručnik bojnoga broda Wladimir von Mariašević

- vidi također: C. i kr. ministarstvo rata
- vidi također: Austrijska mornarica

## Weblinkovi
- Bezirksmuseum Landstraße – Die Marinesektion  Arhivirana inačica izvorne stranice od 6. siječnja 2014. (Wayback Machine)